# Ariathisa desertorum
Ariathisa desertorum är en fjärilsart som beskrevs av Turner 1944. Ariathisa desertorum ingår i släktet Ariathisa och familjen nattflyn. Inga underarter finns listade i Catalogue of Life.